# Friedrich August Hoene
Friedrich August Theodor Hoene (ur. 24 października 1776 w Lęborku, zm. 24 marca 1868 w Oruni) – gdański kupiec, armator, radny gdański i poseł do Landtagu.

## Życiorys
W 1814 nabył zdewastowany w czasie wojen napoleońskich Dwór Oruński z ogrodem (obecny Park Oruński), posiadłość tę odrestaurował w stylu romantycznym i w niej zamieszkał. Współzałożyciel (1822) i prezes (1835-1849) Korporacji Kupców. W czerwcu 1832 kupił majątek ziemski w Leźnie pod Gdańskiem i należące do niego folwarki w Lniskach i Pępowie. W swoim testamencie córka Friedricha Emilie Hoene (1825-1917) przekazała park na Oruni mieszkańcom Gdańska.